# Pierre Couplet
Pierre [Nicolas] Couplet des Tartreaux [Tartereaux] (París, aprox. 1670 - 1744) fue un ingeniero francés. Fue miembro de la Academia de las Ciencias francesa en 1696 junto con otros miembros de su propia familia. Tal es el caso de su padre Claude Antoine Couplet (1642-1722). Realizó un viaja a Portugal y Brasil con el objeto de llevar a cabo observaciones astronómicas. Se especializó durante su carrera en resolver problemas de ingeniería constructiva. Sus estudios fundamentadas en las líneas de empujes apoyaron posteriormente a las teorías de Jacques Heyman acerca del colapso de arcos en forma de mecanismos.  